# Prosevania annularis
Prosevania annularis är en stekelart som först beskrevs av Jean-Jacques Kieffer 1916.  Prosevania annularis ingår i släktet Prosevania och familjen hungersteklar. Inga underarter finns listade i Catalogue of Life.